# Bittersüße Schokolade
Bittersüße Schokolade ist der erste Roman der mexikanischen Schriftstellerin Laura Esquivel, erstmals erschienen 1989 unter dem spanischen Originaltitel Como agua para chocolate. 
Die Geschichte ist im Mexiko des Jahres 1910 angesiedelt. Sie handelt von Titas Leben und ihrer unglücklichen Liebe zu Pedro; nach dem Willen ihrer traditionsbewussten Mutter darf Tita als Letztgeborene der Familie nicht heiraten, sondern muss bis zu deren Tod für ihre Mutter sorgen. Allein beim Kochen kann sie ihre Leidenschaft und Gefühle ausdrücken, sodass beim Essen jeder erlebt, was sie beim Kochen gefühlt hat.
Seit dem erstmaligen Erscheinen im Jahr 1989 wurde der Roman in 30 Sprachen übersetzt und weltweit insgesamt mehr als drei Millionen Mal verkauft.

## Titel und Leitthema Kochen
Jedes Kapitel des Buches steht für einen Monat des Jahres und beginnt mit einem Kochrezept, u. a. Wachteln mit Rosenblättern (März) und Chilis in Walnusssauce (Dezember), das Juni-Rezept beschreibt allerdings die Herstellung von Streichhölzern.
Bei dem Originaltitel handelt es sich um eine mexikanische Redensart, die auf die aztekische Hochkultur zurückzuführen ist. Die Azteken stellten aus den heimischen Kakaobohnen in Wasser lösliche Tabletten her. Wasser wurde über dem Feuer zum Kochen gebracht und die Schokoladentablette erst unmittelbar vor dem Erreichen des Siedepunktes hineingeworfen. Aus dieser Herstellungsweise heißer Schokolade entwickelte sich der Ausdruck como agua para chocolate (wie Wasser für Schokolade), der einen menschlichen Gemütszustand „am Rande einer Gefühlsexplosion“ bezeichnet. Diese Explosion kann sich sowohl auf Rage bzw. Wut als auch auf erotische Lust beziehen. Alfonso Arau (Produzent der Romanverfilmung) zufolge befinden sich alle Hauptfiguren im Erzählverlauf nahezu ununterbrochen am Rande einer solchen Explosion.

## Inhaltsangabe
Bittersüße Schokolade handelt von Tita de la Garza, einem Mädchen, das zur Zeit der Revolution in Mexiko geboren wird. Sie kommt auf dem Küchentisch zur Welt und wird von ihrer Geburt an von der Köchin aufgezogen. Sie liebt das Kochen und die traditionelle mexikanische Küche. Sie ist die jüngste von drei Schwestern und muss der Familientradition nach ihre Mutter bis zum Tod pflegen. Tita akzeptiert ihr Schicksal, bis sie auf Pedro Muzquiz trifft und sie sich unsterblich ineinander verlieben. Von da an rebelliert sie gegen Mama Elena und versucht sich gegen ihre Bestimmung zu wehren. Doch Pedro heiratet die älteste Schwester Rosaura und natürlich muss Tita für die Hochzeit kochen. Aus Kummer weint sie in den Chebola Hochzeitskuchen. Auf der Feier beginnen die Gäste sich nach dem Verzehr des Kuchens schlecht zu fühlen und zu übergeben. 

## Personen
- Tita ist die Hauptfigur des Romans Bittersüße Schokolade und die jüngste der drei Schwestern. Sie entwickelt im Laufe des Romans eine unerschöpfliche Liebe zur Küche und zum Kochen. Jedes Mal wenn sie eine Zwiebel schneidet, tränen ihre Augen fürchterlich. Das liegt vor allem daran, dass sie auf einem Küchentisch geboren wurde, auf dem gerade eine Zwiebelsuppe hergerichtet wurde. Von da an verbringt sie viel Zeit in der Küche. Sie kann sehr gut kochen, da sie es schon von klein auf macht. Sie verliebt sich in Pedro, doch ihre Mutter gestattet es ihr nicht, ihn zu heiraten. Nach der Tradition muss sie ihre Mutter bis zum Tod umsorgen. Nachdem Pedro ihre Schwester Rosaura geheiratet hat, führt sie dennoch eine Beziehung mit ihm und er bleibt über lange Zeit hinweg ihr Liebhaber. Nachdem Rosaura gestorben ist, zeigen sie sich auch in der Öffentlichkeit zusammen und sterben kurze Zeit darauf gemeinsam nach der Hochzeit von Alex und Esperanza.

- Pedro ist der Liebhaber von Tita. Er beabsichtigt, Tita zu heiraten, und macht ihr einen Heiratsantrag, doch Titas Mutter Elena verbietet Tita dies aufgrund einer alten Familientradition. Anstatt Tita zu heiraten, wählt er dann schließlich Rosaura, welche die einzige Tochter ist, die bereits heiraten darf. Dies macht er jedoch nur, um Tita näher zu sein, da es ihm anders nicht möglich wäre. Er macht Tita immer wieder Geschenke und bringt ihr Rosen mit anstatt Rosaura, wovon Mutter Elena nicht begeistert ist. Nach seiner Heirat mit Rosaura entfernt er sich immer weiter von ihr, da er merkt, dass sie seinen Verlust nicht wettmachen kann. Nachdem diese dann aber am Ende des Romans stirbt, kommen er und Tita wieder zusammen und verbringen den Rest ihres Lebens gemeinsam.

- Mama Elena ist eine der Hauptpersonen des Romans. Sie ist Titas, Gertrudis und Rosauras Mutter und erzieht ihre Töchter sehr streng. Sie macht Tita sehr unglücklich, indem sie Titas Hochzeit mit Pedro verbietet und ihn stattdessen dazu bringt, Titas Schwester Rosaura zu heiraten. Am Tag der Hochzeit zwingt sie Tita dazu, in der Küche mitzuhelfen, obwohl diese sehr unglücklich ist. Sie besteht darauf, dass Tita sie bis zu ihrem Tod pflegt, da dies nach Tradition der Familie die jüngste Tochter übernehmen muss. Sie stirbt dann auch während des Romans.

- Nacha ist die Köchin der Familie Titas. Sie ist fast taub und kann nicht mehr viel von dem verstehen, was gesprochen wird. Sie zieht Tita von klein auf, indem sie für sie kocht und sie an normales Essen gewöhnt, da Titas Mutter Elena ihr keine Muttermilch geben kann. Sie bringt Tita das Kochen bei, worauf diese ihr dann auch in der Küche hilft. Des Weiteren wird sie die beste Freundin Titas, mit der diese alles besprechen kann. Nacha stirbt im zweiten Kapitel nach der Hochzeit zwischen Rosaura und Pedro, aber sie erscheint im weiteren Verlauf des Romans noch einige Male, räumt Titas Zimmer auf und gibt ihr Ratschläge.

- Gertrudis ist die mittlere der drei Schwestern. Sie hat einen anderen Vater als Tita und Rosaura, José. Von ihrem Vater hat sie, anders als ihre Schwestern, ein sehr gutes Rhythmusgefühl geerbt. „Ich weiß gar nicht, wo Gertrudis dieses Gefühl für Rhythmus herhat. Mama schwang nicht eben gerne das Tanzbein und von Papa heißt es, er habe ausgesprochen miserabel getanzt.“ Sie ist in jeder Hinsicht anders als ihre Schwestern, ein Wildfang. Gertrudis steht für Revolution und Freiheit. Während Rosaura selber so ist, wie Mama Elena und Tita sie ablehnt, bildet sie eine eigene Alternative. Sie widersetzt sich Mama Elena ausdrücklich, befolgt keine Traditionen und läuft davon. Sie folgt ihrem Verlangen und lebt einige Zeit in einem Bordell, danach heiratet sie den Mann, den sie liebt, und wird Generalin in der Revolutionsbewegung. Revolutionär ist auch ihre Rolle als Frau. Mama Elena übernimmt die Rolle eines Mannes, doch Gertrudis bleibt eine Frau. Sie lebt die Weiblichkeit und lebt die ihre aus. Ihrem Ehemann Juan ist sie die ganze Zeit über gleichgestellt.

- Rosaura ist eine der drei Geschwister der Familie de la Garza. Sie ist die Älteste der Töchter und wohnt mit ihrer Mutter und ihren zwei Schwestern auf einer Farm in Piedras Negras. Sie ist die älteste Tochter und wird somit nach Mama Elenas Traditionen als erste aufgefordert zu heiraten. Rosaura wird im zweiten Kapitel des Romans mit Pedro verheiratet – Titas großer Liebe. Obwohl Pedro keine Gefühle für Rosaura hat, geht er eine Ehe mit ihr ein, um somit wenigstens in Titas Nähe zu leben. Rosaura ist gefühllos und recht unbesorgt, wenn es um die Gefühle ihrer Schwester geht. Sie ist das komplette Gegenteil von Tita, denn sie zeigt keine Gefühle und befolgt die Traditionen ihrer Mutter. Besonders auffällig ist diese Meinungsverschiedenheit, als Pedro und Rosaura ein Kind zeugen und es nach Mama Elenas Traditionen aufgezogen werden soll. Im Laufe des Romans wird ihr deutlich, dass Titas und Pedros gemeinsame Liebe zu stark ist, um ihre Ehe aufrechtzuerhalten, doch sie bleibt naiv und versucht, es weiterhin zu ignorieren. Als Mama Elena ihren Schwiegersohn und Rosaura nach Mexiko schickt, um Pedro und Tita zu trennen, stirbt Rosauras erstes Kind an Unterernährung. Rosaura bekommt daraufhin ein zweites Kind und stirbt kurz darauf an Verdauungsproblemen.

- Chencha ist die zweite Haushälterin der Familie Garza und wurde eingestellt, um Mama Elena zu pflegen, da Tita entgegen der Tradition von zu Hause fortgeht. Sie ist eine von Wenigen, die versucht, sich mit Mama Elena anzulegen, was nicht gerade sehr einfach ist. Chencha ist die Nachfolgerin von Nacha und wird gleichzeitig ein Ersatz für Tita. Sie versteht sich jedoch gut mit Tita und kann ihr zuhören und bemerkt, wenn es Tita schlecht geht. Chencha kümmert sich um Tita und beneidet sie um ihren Mut, der Farm den Rücken zu kehren. Sie sieht Tita als Vorbild, doch sie würde sich nie trauen, es ihr gleichzutun. “Von Kind auf hatte sie zu hören bekommen, wie schlecht es den Frauen erginge, die sich ihren Eltern oder ihrem Dienstherren widersetzen und ihr Zuhause verließen.” S. 174/5

- Esperanza ist die Tochter von Pedro und Rosaura und deren zweites Kind, nachdem Roberto, ihr erstes Kind, verstorben ist. Esperanza hat eine enge Bindung zu Tita, da diese sie ernährt, nachdem Rosaura gemerkt hat, dass sie nicht in der Lage ist ihr Kind zu stillen. Sie erlebt somit eine ähnliche Kindheit wie Tita selbst und ist schnell zur Kochkunst und Küche hingezogen.

- Alex ist der Sohn von John und dessen verstorbener Frau. Schon seit seiner Kindheit ist er der festen Überzeugung, Esperanza eines Tages zu heiraten. Am Ende des Romans, nachdem Rosaura verstorben ist, die ebenfalls wie Mama Elena eine Hochzeit ihrer Tochter strikt verboten hat, geschieht dies auch. Man erfährt dies jedoch erst recht spät.

## Erzähler, Erzählform
Der Roman beginnt in der Zeit um 1910 und endet um 1930, es vergehen ca. 20 Jahre im Verlauf der Geschichte. Die Erzählform wechselt im Verlauf des Romans. Am Anfang und Ende wird in der ersten Person geschrieben, währenddessen der Rest des Romans in Form der dritten Person erzählt wird. Beim Erzähler handelt es sich um das Kind von Esperanza und Alex, welches die Lebensgeschichte seiner Großtante Tita wiedergibt. Das Geschlecht des Erzählers ist hierbei nicht eindeutig definiert. Im Roman werden Rückblenden in Form von Erinnerungen verwendet, die vor allem Tita an die verstorbene Köchin Nacha hat, oder Geschichten aus der Vergangenheit, zum Beispiel als Mama Elenas Jugend erläutert wird.

## Verfilmung
Der mexikanische Regisseur Alfonso Arau hat das Buch im Jahr 1992 mit Lumi Cavazos und Marco Leonardi in den Hauptrollen verfilmt. Der Film Bittersüße Schokolade, einer der erfolgreichsten ausländischen Filme in den USA, gewann in zehn Kategorien den Premio Ariel, den Filmpreis der mexikanischen Filmakademie.